# Euplectromorpha interrupta
Euplectromorpha interrupta är en stekelart som först beskrevs av Lin 1963.  Euplectromorpha interrupta ingår i släktet Euplectromorpha och familjen finglanssteklar. Inga underarter finns listade i Catalogue of Life.